# Thuillier Paris
Thuillier Paris, anteriormente Thuillier Chemisier, es una empresa francesa de confección, creada por el maestro camisero Robert Thuillier en 1930. Durante varios años, fue también conocida como “la camisería de los Presidentes”, por confeccionar las camisas del presidente. La sociedad fue plenamente activa durante dos generaciones, antes de experimentar un periodo de inactividad de 13 años. En 2011, los herederos de la familia decidieron reactivar la actividad, dando un nuevo impulso a esta casa familiar.

## Historia

### Robert Thuillier

#### Juventud
Robert Thuillier nació en Paris en 1894.
A partir de los seis años de edad, fue criado por su madre, viviendo de manera muy modesta. Esta última trabajaba para modistos parisinos, en particular haciendo dobladillas para camisas. Durante sus largas jornadas de trabajo, a menudo su hijo la acompañaba y solía ayudarla en sus diversas tareas. Minucioso y demostrando paulatinamente su talento, el joven Robert llamó la atención de un maestro camisero. El cual, observando su destreza, decidió enseñarle los secretos de la profesión de maestro camisero.
Una vez adiestrado y competente, Robert dominaba las técnicas del arte de la confección de camisas, y fue contratado por la renombrada casa de lujo Sulka, donde ejerció el prestigioso trabajo de cortador, antes de irse a la guerra.

#### Ascensión en la casa Sulka
Después de la Gran Guerra, volvió a ocupar su puesto en la casa Sulka. Concienzudo y aplicado, logró progresar rápidamente hasta alcanzar la posición de responsable del equipo de cortadores en los talleres de Sulka en Paris. Durante este periodo, formó a numerosos cortadores para la siguiente generación.

#### Creación
En 1930	, abandonó los talleres Sulka para establecerse por su cuenta, y creó su propia marca: Thuillier Chemisier. Decidió entonces abrir su primera boutique en la rue Marignan, en el Triángulo de oro de Paris (en el 8º arrondissement). Esta ubicación estratégica entre la calle François 1er y la avenida de los Campos Elíseos era ideal para desarrollar su actividad. En aquel momento, Robert Thuillier era consciente de que este prestigioso lugar en Paris podría ayudarle a llamar la atención de una clientela exigente y deseosa de confecciones de alta calidad.
Fue apoyado en su boutique, no solo por su mujer, con formación de costurera, sino también por sus hijos Jacques (el hijo mayor), René y André (el hijo menor). En ese tiempo, la familia trabajaba en el taller ubicado justo detrás de la boutique. En 1983, después de pocos años de actividad y la obtención de su nuevo título de “chemisier créateur”, Robert Thuillier decidió cambiar la ubicación de su boutique, para elegir un sitio más discreto. Esta nueva boutique se encontraba en la primera planta de un piso, 21 rue Galilée en el 8º arrondissement de Paris.
A raíz de la Guerra, Robert buscaba desarrollar su marca al asociarse con uno de sus allegados, antes de cambiar otra vez su ubicación para establecerse en la rue Jean-Mermos, todavía en el 8º arrondissement.
Desafortunadamente, los siguientes años no fueron prósperos para Thuillier Chemisier y la boutique tenía que hacer frente a varias dificultades. De hecho, en los años 1950, Robert tuvo que despedir a su personal, incluyendo a sus hijos Jacques y René, los cuales encontraron empleo en Korrigan, antes de trabajar para la sociedad Lacoste. Pocos años después, le tocó a André ser despedido, pero trabajó rápidamente para otro camisero y desempeñó la función de cortador en Washington Tremlett durante tres años. Por lo tanto, el cortador de esta casa de costura había sido formado por Robert Thuillier en Sulka y concedió rápidamente su confianza al joven André.

#### Sucesión y final de vida
A principios de los años 1960, Robert, cansado y preparando su sucesión, confirió la gestión de la boutique a su hijo André. Robert Thuillier falleció en 1969, a los 75 años de edad.

### Tres hermanos

#### Rue Marbeuf
Muy rápidamente, André puso fin a la relación profesional con el socio de la boutique, quien trabajaba hasta entonces con Robert Thuillier. El hijo deseaba emprender un giro importante. A principios de los años 1960, junto con sus hermanos, decidió moverse en un barrio muy prestigioso de Paris. La camisería familiar se estableció entonces en el 9 rue Marbeuf, la famosa “calle de los camiseros” en el corazón del Triángulo de oro de Paris.
André y sus hermanos Jacques y René, los tres especializados como “cortador, patronista”, se acordaron para que cada uno se invirtiera de nuevo en el negocio familiar. Fue en aquel momento que se inició el renacimiento de la casa Thuillier Chemise, necesitando un nuevo impulso para volver a prosperar.
No obstante, para revalorizar la herencia familiar y comprar la boutique rue Marbeuf, los herederos tuvieron que separarse de bienes personales.
Este atrevido desafío desembocó finalmente en un gran éxito, ya que la nueva boutique tenía como ventaja de ser ubicada estratégicamente, cerca de los mayores diseñadores de Paris. Lo que permitió a Thuillier Chemise fortalecer vínculos de complementariedad, y en particular con el sastre Urban que se convirtió poco después en un socio privilegiado.

#### Evolución
En los años 1960, durante los Treinta Gloriosos, la actividad se volvió cada vez más intensa, hasta tal punto que el taller de la empresa Thuillier alcanzó el umbral máximo de producción. La familia Thuillier decidió confiar el ensamblaje de las camisas a otro taller familiar en Palluau-sur-Indre para satisfacer una demanda creciente (mientras las tareas de corte y de elaboración del patrón se mantuvieron en el taller de la rue Marbeuf).
En Paris, la boutique de la rue Marbeuf se organizaba de la siguiente manera: Huguette Thuillier atendía a los clientes y se encargaba de los pedidos, mientras André trabajaba en el taller (ubicado en el sótano de la boutique). Contrataron también a una modista y a una cortadora para apoyarlo. Las etapas de bordado se realizaban en otra empresa familiar en l’Oise. Mantuvieron esta misma organización durante más de 40 años.

#### La tienda
En aquella época, Thuillier Chemisier vendía principalmente camisas a medida confeccionadas a mano, pero buscaba también a diversificar su oferta.
Por ende, los clientes podían encontrar en esa boutique, numerosos accesorios para acompañar sus camisas, como corbatas, pañuelos de seda, calzoncillos que se combinaban con las camisas, calcetines y medias, y aún gemelos.
También tenían pedidos de pijamas y camisones a medida, ya que las técnicas del maestro camisero podían fácilmente aplicarse a la confección de este tipo de vestido.

#### La camisería de los Presidentes
Numerosas personalidades procedentes de todos los horizontes permanecieron como clientes fieles durante muchos años, contribuyendo sumamente a la notoriedad de Thuillier.
La consagración surgió en 1974, cuando Valéry Giscard d'Estaing fue elegido Presidente de la República Francesa, confiando la confección de sus camisas a André Thuillier. La camisería familiar se convirtió en el sitio privilegiado del Eliseo, satisfaciendo todas las solicitudes del Presidente.
En 1981, François Mitterrand sucedió a Valéry Giscard d'Estaing en el Palacio del Eliseo. Recurrió también a los servicios del maestro camisero de su predecesor , hasta su fallecimiento en 1996. Durante sus dos mandatos de siete años, fueron realizados, especialmente para él, más de 195 camisas tradicionales, 30 camisones y 30 camisas para salir de noche. Todas sus camisas llevaban un discreto bordado con sus iniciales “FM”. Más tarde, algunas de esas realizaciones únicas se vendieron en las subastas organizadas en honor del Presidente Mitterrand (durante la Venta Tajan o la venta a favor de la asociación de Señora Mitterrand).
En 1996, el nuevo Presidente elegido Jacques Chirac recibió al Presidente de la República de África del Sur, Nelson Mandela, y le ofreció como regalo de bienvenida, una camisa a medida confeccionada por la familia Thuillier.
Al prestar servicio a esta clientela, la camisería Thuillier fue conocida como “la camisería de los Presidentes”

#### Periodo de inactividad
En 1998, la familia Thuillier se jubiló y decidió acabar con la actividad de la sociedad.
En aquel momento, fue Didier Thuillier (el hijo de René y Huguette Thuillier), el gerente oficial de la boutique desde hace tres años, quien se encargó de los trámites para el cese de actividad.

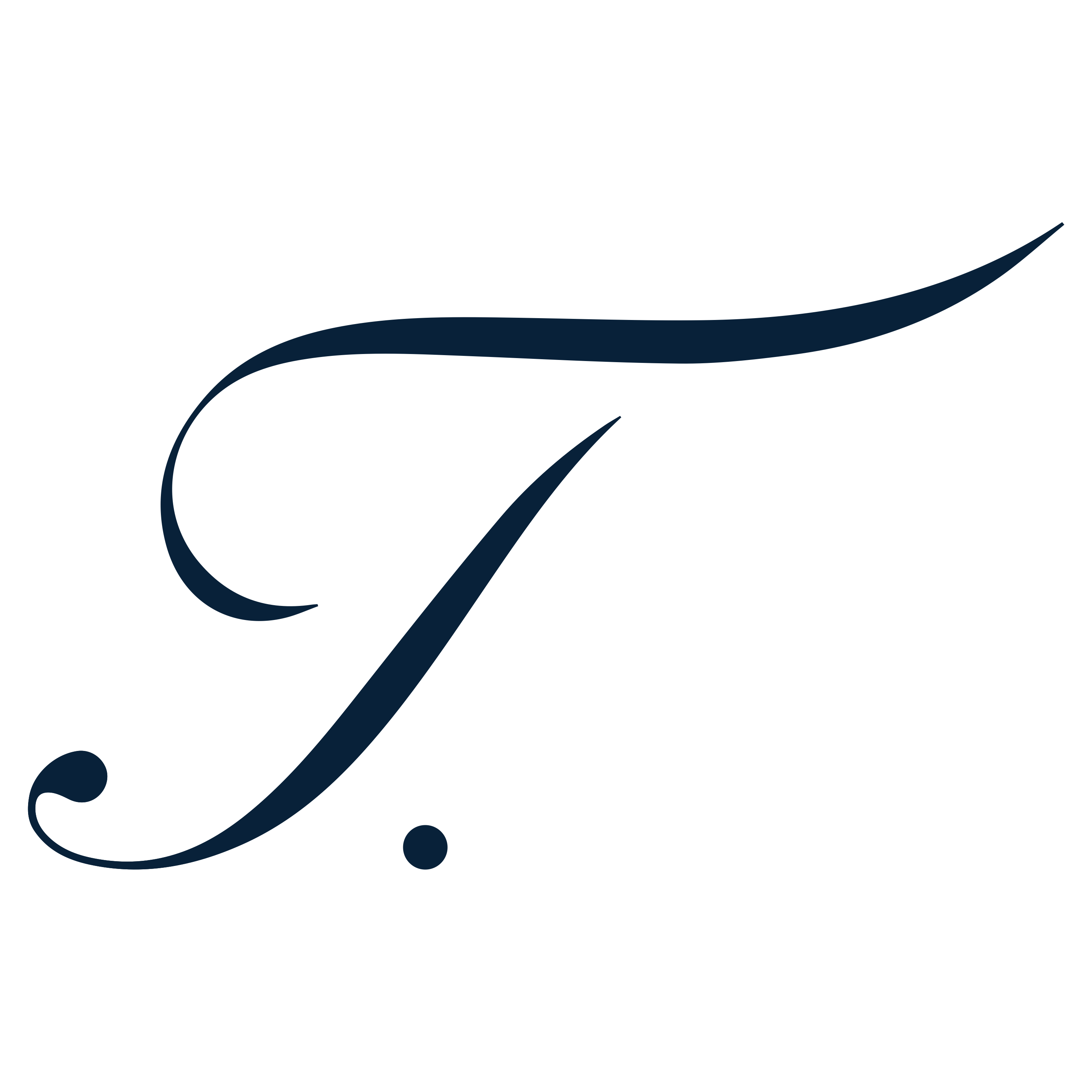
Nuevo logo de Thuillier París

#### Desde 1998
Transcurrió más de una década antes de que el proyecto de reactivación de la empresa fuese considerado por Didier Thuillier.
El fallecimiento prematuro de Huguette Thuillier, la cual siempre lamentó que se acabase la actividad, alentó a Didier a solicitar el registro de la marca “Thuillier Chemisier” ante el INPI en 2011.

## Thuillier Paris

### Proyecto de reactivación
En 2014, Didier Thuillier apoyado por su hijo Franck, decidió reactivar la empresa familiar. El año siguiente, se estableció una colaboración con Chadi Srour, un empresario, titulado de una escuela de comercio. Este último se asoció con Franck Thuillier y tomó las riendas de la empresa, la cual está de ahora en adelante recreada bajo la denominación Thuillier Paris.

### Vínculo con los proveedores históricos.
Los dirigentes actuales de la sociedad reanudaron los vínculos con los proveedores históricos y siguen trabajando con el taller de camisas de Palluau-sur-Indre, además del taller de corbatas artesanales en Paris. .